# Список національних лісів США

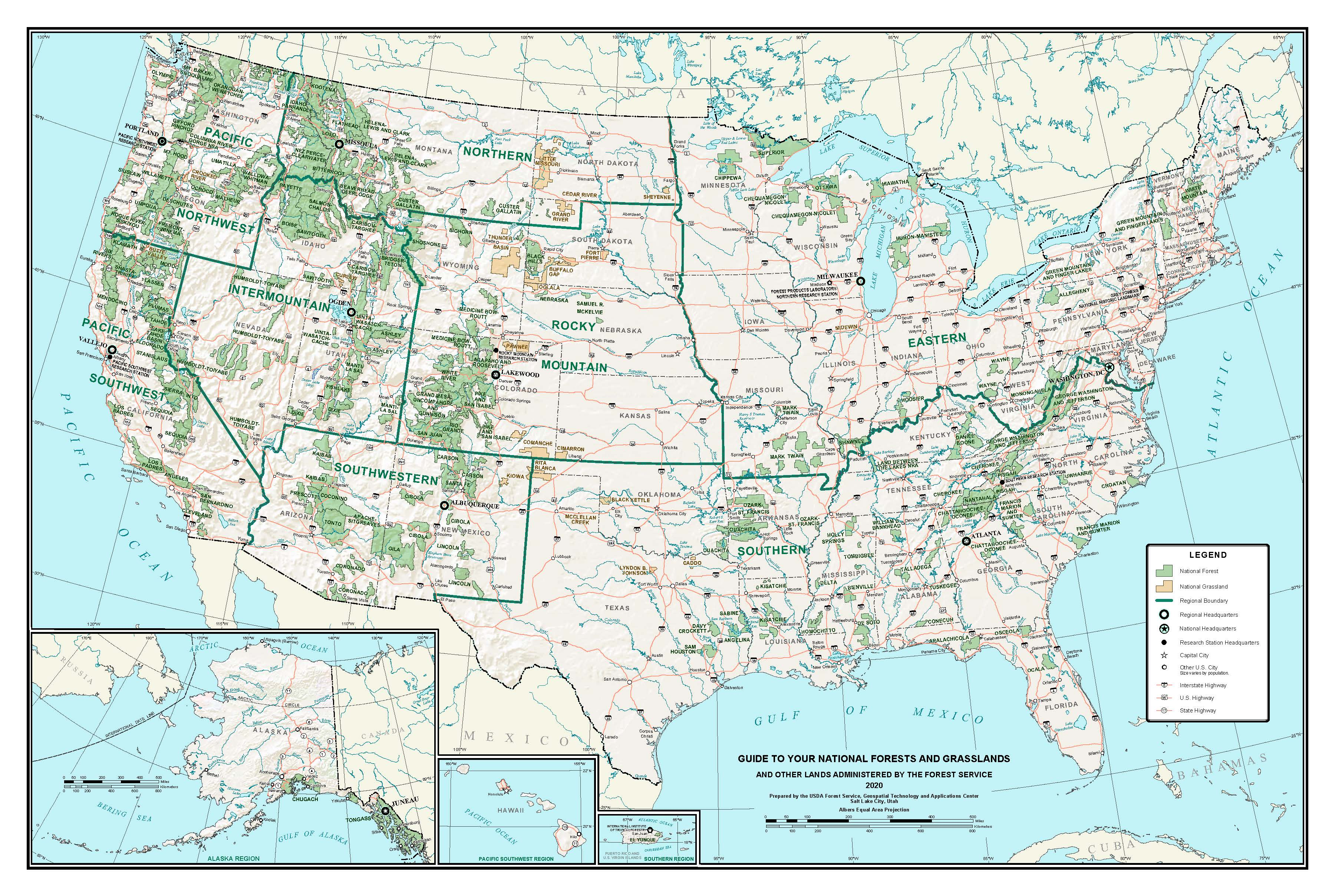
Мапа національних лісів та національних луків США

В Сполучених Штатах Америки існує 154 національні ліси загальною площею 762 169 км². Ці природоохоронні території перебувають під управлінням Лісової служби США, однієї з агенцій Міністерства сільського господарства США. Першим національним лісом був Єллоустонський лісовий парк та земельний заповідник, створений 30 березня 1891 року. У 1897 році було прийнято Основний закон про управління Лісовою службою, який визначив, що лісові заповідники мали створюватися з метою захисту лісів і водозбірних басейнів, а також для резервування запасів деревини. Відповідно до Закону про лісові заповідники 1891 року, президент США отримав право передавити лісові заповідники у суспільну власність. З ухваленням Акту про передачу лісові заповідники були підпорядковані Міністерству сільського господарства США в рамках новоствореної Лісової служби США.
До 1907 року президент Теодор Рузвельт більш ніж удвічі збільшив площу лісових заповідників, а Конгрес у відповідь обмежив повноваження президента проголошувати нові заповідники. Національна лісова система зазнала серйозної реорганізації в 1908 році, а в 1911 році Конгрес дозволив долучення нових земель до системи відповідно до закону Вікса. У 1960 році був прийнятий Акт про багатоцільове стійке землекористування, який розширив повноваження Служби лісів США, наказавши їй розробляти та управляти п'ятьма видами ресурсів — лісоматеріалами, пасовищами, водою, рекреацією та дикою природою, а також дозволив створювати зони дикої природи.
Станом на 30 вересня 2014 року Лісова служба США управляє територіями загальною площею 780 728,15 км², з яких 762 169,48 км² є національними лісами. На решті території розташовані 20 національних луків, 59 купівельних одиниць, 19 науково-дослідних та експериментальних ділянок, п'ять проєктів землеустрою та 37 інших ділянок. Національна лісова система має тривалу та складну історію реорганізації, тому, хоча наразі існує 154 національні ліси, багато з них управляються спільно, або як єдиний ліс, або як окремі ліси[A].
Переважна більшість національних лісів розташовані на Північному Заході США. Принаймні один національний ліс є в 40 штатах, крім десяти (Айова, Гаваї, Делавер, Канзас, Коннектикут, Меріленд, Массачусетс, Нью-Джерсі, Північна Дакота, Род-Айленд), хоча в Канзасі та Північній Дакоті є національні луки. Крім того, у Пуерто-Рико є Національний ліс Ель-Юнке. Аляска має найбільшу площу національних лісів, що становить приблизно 89 000 км² або 12 % усіх національних лісів США. Також найбільші площі національних лісів мають Каліфорнія (84 000 км²) та Айдахо (83 000 км²). Площа лісів в Айдахо є найбільшою по відношенню до площі самого штату і становить 38,2 % території штату. Великі площі лісів також має Орегон (24,7 %) та Колорадо (20,9 %). 
Найбільшим національним лісом США є Національний ліс Тонгасс площею 67 778 км², розташований на Алясці. Він у 2,7 раза більший за другий за розмірами національний ліс. Найменшим національним лісом є Національний ліс Таскігі в Алабамі площею 46 км². Лише 6 з 154 національних лісів лежать у межах одного округу.

## Національні ліси
| НазваA                                                                              | Фото | РозташуванняB                                                                                      | Дата створенняC    | Площа       | Опис |
| ----------------------------------------------------------------------------------- | --- | -------------------------------------------------------------------------------------------------- | ------------------ | ----------- | --- |
| Айдахо-Пенхендл англ. Idaho Panhandle National Forests                              | Revett Lake and surrounding mountains and forests from above.                                                                         | Айдахо, Монтана, Вашингтон 47°43′ пн. ш. 116°13′ зх. д. / 47.717° пн. ш. 116.217° зх. д.           | 1906, 6 листопада  | 12441,8 км² | Простягається від кордону з Канадою до річки Сент-Джо, найвищої суднохідної річки у світі. Складається з трьох національних лісів — Кер-д'Ален, Сент-Джо та Каніксу, об'єднаних в один ліс. Також до складу комплексу входять дві зони дикої природи — Кабінет-Маунтінс та Салмо-Прієст.                                                                                        |
| Аллегені англ. Allegheny National Forest                                            | A photo of Allegheny Reservoir in fall                                                                                                | Пенсільванія 41°39′ пн. ш. 79°01′ зх. д. / 41.650° пн. ш. 79.017° зх. д.                           | 1923, 24 вересня   | 2078,7 км²  | Єдиний національний ліс Пенсільванії, розташований навколо греблі Кінзуа та Аллеганського водосховища на Аллеганському плато у північно-західній частині штату. Містить найбільшу збережену ділянку пралісів в Пенсільванії, яка входить до мальовничої і дослідницької зони Тіонеста, а також 16 км Північної стежки.                                                          |
| Ампкуа англ. Umpqua National Forest                                                 | The Calapooya Mountains from Fairview Peak Lookout.                                                                                   | Орегон 43°13′ пн. ш. 122°35′ зх. д. / 43.217° пн. ш. 122.583° зх. д.                               | 1907, 2 березня    | 3990,7 км²  | Розташований в Каскадних горах на південному заході Орегону. Містить три зони дикої природи. На річці Вотсон-Крік, притоці Клірвотера, знаходиться водоспад Вотсон. |
| Анджеліна англ. Angelina National Forest                                            | A photo of a ranger station in Angelina National Forest.                                                                              | Техас 31°13′ пн. ш. 94°17′ зх. д. / 31.217° пн. ш. 94.283° зх. д.                                  | 1936, 13 жовтня    | 623,8 км²   | Ліс Анджеліна, що переважно складається з довгохвойних, ладанних та короткохвойних сосен, містить дві зони дикої природи та межує з водосховищем Сем Рейберн. Він є оселищем для рідкісних флоридських дятлів та зимуючих білоголових орланів. |
| Анджелес англ. Angeles National Forest                                              | A photo of the San Gabriel Mountains                                                                                                  | Каліфорнія 34°24′ пн. ш. 118°10′ зх. д. / 34.400° пн. ш. 118.167° зх. д.                           | 1892, 20 грудня    | 2677,3 км²  | Розташований в горах Сан-Габріель на окраїні агломерації Великого Лос-Анджелеса та включає п'ять зон дикої природи. Більша частина лісу в парку — це густий чапараль. Висота парку коливається від 370 м над рівнем моря до 3068 м над рівнем моря на вершині гори Сан-Антоніо.                                                                                                 |
| Анкомпагре англ. Uncompahgre National Forest                                        | Wetterhorn Peak. | Колорадо 38°16′ пн. ш. 108°07′ зх. д. / 38.267° пн. ш. 108.117° зх. д.                             | 1905, 14 червня    | 3851,7 км²  | Містить північну частину гір Сан-Хуан і плато Анкомпагре. Також в лісі знаходиться ущелина Анкомпагре та три зони дикої природи. |
| Апалачікола англ. Apalachicola National Forest                                      | A photo of an artificial pond off of FH-111 in Apalachicola National Forest.                                                          | Флорида 30°11′ пн. ш. 84°41′ зх. д. / 30.183° пн. ш. 84.683° зх. д.                                | 1936, 13 травня    | 2331,5 км²  | Найбільший національний ліс Флориди, що включає понад 11 км² водойм та 108 км Флоридської стежки. У зоні Леон-Сінкс є карстові печери та воронки, а на березі річки Апалачікола — комплекс історичних пам'яток Проспект-Блафф. |
| Апачі-Сітгрівс англ. Apache–Sitgreaves National Forest                              | A photo of the highlands from route 191 in Arizona in Apache–Sitgreaves National Forest                                               | Аризона, Нью-Мексико 33°44′ пн. ш. 109°05′ зх. д. / 33.733° пн. ш. 109.083° зх. д.                 | 1898, 17 серпня    | 10628,3 км² | Розташований в горах Могойонського уступу та Білих горах Аризони. Містить 34 озера та більш ніж 1090 км річок та струмків — більше, ніж будь-який інший парк на посушливому Південному Заході США. |
| Арапахо англ. Arapaho National Forest                                               | A photo of aspens in fall along the Crooked Creek Road                                                                                | Колорадо 39°41′ пн. ш. 105°56′ зх. д. / 39.683° пн. ш. 105.933° зх. д.                             | 1903, 24 жовтня    | 2915,4 км²  | Розташований у високогір'ях Скелястих гір та включає шість зон дикої природи. Наразі управляється разом з Національним лісом Рузвельт та Національними луками Пауні. Найвища асфальтована дорога в США підіймається на висоту 4348 м над рівнем моря на вершині гори Блу-Скай                                                                                                   |
| Б'єнвілль англ. Bienville National Forest                                           | A photo of a forest sign in Bienville National Forest                                                                                 | Міссісіпі 32°16′ пн. ш. 89°30′ зх. д. / 32.267° пн. ш. 89.500° зх. д.                              | 1936, 15 червня    | 729,4 км²   | Розташований у центральній частині штату Міссісіпі та включає кілька озер і водосховищ, а також прерію Харрелл, найбільшу та найменш порушену прерію штату. Мальовнича зона Б'єнвілль-Пайнс включає 76 га старовікових лісів. Ліс управляється спільно з п'ятьма іншими національними лісами Міссісіпі.                                                                         |
| Біверхед-Дірлодж англ. Beaverhead–Deerlodge National Forest                         | A photo of a stream and mountains in Beaverhead–Deerlodge National Forest.                                                            | Монтана 45°30′ пн. ш. 113°00′ зх. д. / 45.500° пн. ш. 113.000° зх. д.                              | 1908, 1 липня      | 13608,1 км² | Найбільший національний ліс в Монтані, який включає кілька гірських хребтів Скелястих гір. Містить зони дикої природи Анаконда-Пінтлер і Лі-Меткалф, а також частину стежки Континентального Вододілу та Національної історичної стежки Не-Персе. |
| Бігхорн англ. Bighorn National Forest                                               | A mountain meadow in Bighorn National Forest.                                                                                         | Вайомінг 44°32′ пн. ш. 107°21′ зх. д. / 44.533° пн. ш. 107.350° зх. д.                             | 1897, 22 лютого    | 4473,0 км²  | Розташований в горах Бігхорн на півночі центральної частини Вайомінгу. Містить вісім будиночків для туристів, кілька водосховищ і 2400 км стежок. Найвищою вершиною є гора Клауд-Пік заввишки 4013 м, розташована у зоні дикої природи Клауд-Пік, вкрита льодовиком Клауд-Пік.                                                                                                  |
| Біттеррут англ. Bitterroot National Forest                                          | A photo of Lake Como and mountains | Монтана, Айдахо 45°46′ пн. ш. 114°17′ зх. д. / 45.767° пн. ш. 114.283° зх. д.                      | 1897, 22 лютого    | 6453,0 км²  | Розташований у горах Біттеррут і Сапфір. Найвищою вершиною є Траппер-Пік заввишки 3096 м. |
| Блек-Гіллс англ. Black Hills National Forest                                        | A photo of the Black Hills in the Black Elk Wilderness with Horsethief Lake.                                                          | Південна Дакота, Вайомінг 44°00′ пн. ш. 103°47′ зх. д. / 44.000° пн. ш. 103.783° зх. д.            | 1897, 22 лютого    | 5062,1 км²  | Ліс Блек-Гіллс, що складається переважно з жовтих сосен, розташований у однойменних горах Блек-Гіллс. Включає 11 водойм, 568 км стежок і 2100 км струмків. Тут розташований Блек-Елк-Пік заввишки 2208 м — найвища вершина Північної Дакоти та найвища гора в США на схід від Скелястих гір.                                                                                    |
| Бойсе англ. Boise National Forest                                                   | A photo of rocks along a river in Boise National Forest.                                                                              | Айдахо 44°07′ пн. ш. 115°34′ зх. д. / 44.117° пн. ш. 115.567° зх. д.                               | 1908, 1 липня      | 10717,2 км² | Розташований у басейнах річок Бойсе, Паєтт, Саут-Форк-Салмон і Мідл-Форк-Салмон. Містить понад 12 200 км струмків та понад 250 озер і водосховищ. |
| Бріджер-Тетон англ. Bridger–Teton National Forest                                   | Wind River Range approaching the Lozier Lakes                                                                                         | Вайомінг 42°45′ пн. ш. 110°45′ зх. д. / 42.750° пн. ш. 110.750° зх. д.                             | 1897, 22 лютого    | 13691,7 км² | Є частиною екосистеми Великого Єллоустоуну та містить 27 льодовиків, розташованих в горах Вінд-Рівер. Через ліс протікає річка Грос-Вентр. |
| Вайт-Маунтін англ. White Mountain National Forest                                   | The Sandwich Range in winter. | Нью-Гемпшир, Мен 44°09′ пн. ш. 71°25′ зх. д. / 44.150° пн. ш. 71.417° зх. д.                       | 1918, 16 травня    | 3082,4 км²  | Розташований у Білих горах, через які проходить Аппалачська стежка та мальовнича дорога Білих гір. В межах лісу розташована гора Вашингтон заввишки 1917 м, яка є найвищою горою Північного Сходу США, хоча вершина гори розташована в межах державного парку. |
| Вайт-Рівер англ. White River National Forest                                        | The Maroon Bells and Maroon Lake in fall                                                                                              | Колорадо 39°34′ пн. ш. 106°53′ зх. д. / 39.567° пн. ш. 106.883° зх. д.                             | 1891, 16 жовтня    | 9257,2 км²  | Містить вісім зон дикої природи, дванадцять гірськолижних курортів та чотири великі водосховища. Через ліс проходять 4000 км стежок та 3100 км доріг. Десять гірських піків, розташованих в лісі, підіймаються на висоту понад 4300 м над рівнем моря. |
| Валлова-Вітмен англ. Wallowa–Whitman National Forest                                | The Wallowa Mountains. | Орегон, Айдахо 45°13′ пн. ш. 117°31′ зх. д. / 45.217° пн. ш. 117.517° зх. д.                       | 1905, 6 травня     | 9151,9 км²  | Простягається від Блакитних гір до річки Снейк. Висота коливається від 267 м у Пекельному каньйоні, найглибшій ущелині Північної Америки, до 3000 м на вершині Піку Сакаджавеї в зоні дикої природи Ігл-Кеп. |
| Вейн англ. Wayne National Forest                                                    | A sign for Wayne National Forest. | Огайо 39°10′ пн. ш. 82°25′ зх. д. / 39.167° пн. ш. 82.417° зх. д.                                  | 1951, 1 жовтня     | 984,1 км²   | Єдиний національний ліс Огайо. Розташований у передгір'ях Аппалачів. Через ліс проходить понад 480 км, зокрема частина Північної стежки. |
| Вілламетт англ. Willamette National Forest                                          | The Breitenbush River. | Орегон 44°07′ пн. ш. 122°11′ зх. д. / 44.117° пн. ш. 122.183° зх. д.                               | 1933, 1 липня      | 6805,5 км²  | Розташований в Каскадних горах, простягається від гори Джефферсон до гори Вашингтон. Приблизно 20 % лісу займають зони дикої природи. Через ліс пролягають 9700 км доріг. |
| Вільям-Бенкхед англ. William B. Bankhead National Forest                            | Clear Creek. | Алабама 34°14′ пн. ш. 87°20′ зх. д. / 34.233° пн. ш. 87.333° зх. д.                                | 1918, 15 січня     | 736,5 км²   | Містить зону дикої природи Сіпсі площею 10 086 га, найбільшу зону дикої природи на схід від річки Міссісіпі. Через ліс пролягають 246 км стежок. Він управляється разом з іншими національними лісами Алабами. |
| Галлатін англ. Gallatin National Forest                                             | Mountains around Daisy Pass. | Монтана 45°15′ пн. ш. 111°00′ зх. д. / 45.250° пн. ш. 111.000° зх. д.                              | 1899, 10 лютого    | 7485,5 км²  | На півдні межує зі всесвітньо відомим Єллоустонським національним парком. Близько чверті лісу займає зона дикої природи Абсарока-Бітрут; також у лісі розташована частина зони дикої природи Лі-Меткалф. Через ліс протікає річка Медісон, на якій унаслідок землетрусу та зсуву у 1959 році утворилося озеро Куейк.                                                            |
| Ганнісон англ. Gunnison National Forest                                             | Mountains in spring along the Copper Lake Trail near Crested Butte.                                                                   | Колорадо 38°41′ пн. ш. 106°41′ зх. д. / 38.683° пн. ш. 106.683° зх. д.                             | 1905, 12 травня    | 6744,1 км²  | Розташований у Скелястих горах в штаті Колорадо, поблизу міста Ганнісон. Містить сім територій дикої природи, зокрема зону Марун-Беллс-Сноумасс. Тут розташована велетенська скеля Сламгалліон, що складається з монтморилоніту |
| Гаявата англ. Hiawatha National Forest                                              | A forest sign along road M-28 in Hiawatha National Forest.                                                                            | Мічиган 46°10′ пн. ш. 86°40′ зх. д. / 46.167° пн. ш. 86.667° зх. д.                                | 1931, 16 січня     | 3636,0 км²  | Розташований на Верхньому півострові Мічигану та межує з озерами Верхнє, Мічіган і Гурон. Містить Національну зону відпочинку Гранд-Айленд та п'ять зон дикої природи. |
| Гелена англ. Helena National Forest                                                 | The York-Trout Creek Bridge over the Missouri River below mountains in Helena National Forest.                                        | Монтана 46°33′ пн. ш. 112°12′ зх. д. / 46.550° пн. ш. 112.200° зх. д.                              | 1906, 12 квітня    | 3975,6 км²  | Ліс оточує Гелену, столицю Монтани. На його території розташовані гори Елкхорн. Через ліс проходить частина стежки Континентального Вододілу завдовжки майже 130 км. |
| Гіла англ. Gila National Forest                                                     | Mountains and valleys in Gila National Forest.                                                                                        | Нью-Мексико 33°17′ пн. ш. 108°20′ зх. д. / 33.283° пн. ш. 108.333° зх. д.                          | 1899, 2 березня    | 10757,8 км² | В лісі знаходиться зона дикої природи Гіла, перша в світі зона дикої природи, створена 3 червня 1924 року. Національна рекреаційна стежка Кетволк довжиною 1,8 км проходить вузьким каньйоном уздовж річки Вайтвотер-Крік. |
| Гіффорд-Пінчот англ. Gifford Pinchot National Forest                                | Partially snow-covered Old Snowy Mountain.                                                                                            | Вашингтон 46°10′ пн. ш. 121°48′ зх. д. / 46.167° пн. ш. 121.800° зх. д.                            | 1908, 1 липня      | 5310,6 км²  | Ліс містить Національну вулканічну пам'ятку гори Сент-Геленс та частини семи зон дикої природи. Через ліс пролягають 2374 км стежок та 6605 км доріг. |
| Гранд-Меса англ. Grand Mesa National Forest                                         | The northwestern edge of Grand Mesa from the south.                                                                                   | Колорадо 39°05′ пн. ш. 107°54′ зх. д. / 39.083° пн. ш. 107.900° зх. д.                             | 1908, 1 липня      | 1400,0 км²  | Розташований на заході Колорадо. Включає частину Батлемент-Меси та більшу частину Гранд-Меси, найбільшої столової гори у світі, середня висота якої становить 3200 м. У лісі є понад 300 озер. Він управляється спільно з Національними лісами Ганнісон і Анкомпагре. |
| Грін-Маунтін англ. Green Mountain National Forest                                   | Trees in fall along a road near the Hapgood Pond Recreation Area.                                                                     | Вермонт 43°18′ пн. ш. 73°00′ зх. д. / 43.300° пн. ш. 73.000° зх. д.                                | 1932, 25 квітня    | 1652,8 км²  | Розташований у Зелених горах в штаті Вермонт. Містить вісім зон дикої природи. Через ліс проходять 1400 км стежок, зокрема Аппалачська стежка та дві національні рекреаційні стежки Лонг і Роберт-Фрост. |
| Гумбольдт-Тоябі англ. Humboldt–Toiyabe National Forest                              | Aspen in Lamoille Canyon surrounded by mountains.                                                                                     | Невада, Каліфорнія 40°23′ пн. ш. 115°33′ зх. д. / 40.383° пн. ш. 115.550° зх. д.                   | 1906, 3 травня     | 25458,6 км² | Найбільший національний ліс за межами Аляски. Розташований у "небесних островах" в горах Невади. Частиною лісу є національна зона відпочинку Весняних гір, розташована поблизу Лас-Вегаса |
| Гурон-Маністі англ. Huron–Manistee National Forests                                 | Benton Lake and surrounding forests.                                                                                                  | Мічиган 44°33′ пн. ш. 83°52′ зх. д. / 44.550° пн. ш. 83.867° зх. д.                                | 1928, 30 липня     | 3946,2 км²  | Включає Національний заповідник диких квітів озера Лода, розташований навколо невеликого джерельного озера, оточеного лісом, а також зону дикої природи Нордхаус-Дюнес, яка охоплює піщані дюни заввишки до 40 м, розташовані на березі озера Мічіган. |
| Даніель-Бун англ. Daniel Boone National Forest                                      | The forest viewed from Tater Knob. | Кентуккі 37°17′ пн. ш. 83°52′ зх. д. / 37.283° пн. ш. 83.867° зх. д.                               | 1937, 23 лютого    | 2283,1 км²  | Ліс займає частину Камберлендського плато та Аппалачів. Він містить дві зони дикої природи, кілька водойм, а також багато мальовничих місць, такі як водоспад Камберленд, ущелина Червоної річки, арка Яху та багато печер |
| Дейві-Крокетт англ. Davy Crockett National Forest                                   | Ratcliff Lake. | Техас 31°18′ пн. ш. 95°06′ зх. д. / 31.300° пн. ш. 95.100° зх. д.                                  | 1936, 13 жовтня    | 652,1 км²   | Розташований на краю поясу соснових лісів Південного Сходу США, у місці, де вони переходять у прерії техаського Блекленду. Зона дикої природи Біг-Слог складається переважно з широколистяних лісів. Зона відпочинку оточує озеро Реткліфф площею 18 га. |
| Дельта англ. Delta National Forest                                                  | A sign for Sunflower Wildlife Management Area in Delta National Forest.                                                               | Міссісіпі 32°45′ пн. ш. 90°46′ зх. д. / 32.750° пн. ш. 90.767° зх. д.                              | 1961, 12 січня     | 251,3 км²   | Національний ліс Дельти, розташований у заплаві річки Міссісіпі, — це єдиний заплавний листяний ліс у Національній системі лісів. До складу лісу входять дослідницька природна зона Грін-Еш-Оверкап-Оак-Світгам, яка також є національною природною пам'яткою, оскільки містить залишки заплавних пралісів.                                                                     |
| Де-Сото англ. De Soto National Forest                                               | Pine forest in De Soto. | Міссісіпі 31°02′ пн. ш. 88°59′ зх. д. / 31.033° пн. ш. 88.983° зх. д.                              | 1936, 17 червня    | 2153,3 км²  | Національний ліс Де-Сото містить дві зони дикої природи — Блек-Крік і Ліф-Рівер, єдині природні зони в штаті Міссісіпі. Національні рекреаційні стежки Блек-Крік і Туксачані включають пішохідні маршрути протяжністю 97 км. Ділянка річки Блек-Крік протяжністю 34 км була визнана національною дикою та мальовничою річкою                                                    |
| Дешутес англ. Deschutes National Forest                                             | View to the northeast across Lava Lake with three volcanic mountains in the background: South Sister, Broken Top, and Mount Bachelor. | Орегон 43°50′ пн. ш. 121°32′ зх. д. / 43.833° пн. ш. 121.533° зх. д.                               | 1908, 1 липня      | 6524,4 км²  | Розташований на східній стороні Каскадних гір. Містить Національну вулканічну пам'ятку Ньюберрі та п'ять зон дикої природи. Тут розташована печера Лава-Рівер довжиною 1588 м, яка є найдовшим лавовим тунелем Орегону. |
| Джордж-Вашингтон-і-Джеферсон англ. George Washington and Jefferson National Forests | Forested mountains viewed from the White Rocks on Little Sluice Mountain.                                                             | Вірджинія, Західна Вірджинія, Кентуккі 38°12′ пн. ш. 79°21′ зх. д. / 38.200° пн. ш. 79.350° зх. д. | 1918, 16 травня    | 7252,8 км²  | Розташований в Аппалачах та включає 93 000 га пралісів. Тут знаходиться гора Роджерс, найвища гора Вірджинії заввишки 1746 м. Через ліс проходить мальовнича автомобільна дорога Блакитного хребта і Аппалачська стежка |
| Діксі англ. Dixie National Forest                                                   | Scenic Byway 12 in Red Canyon. | Юта 38°15′ пн. ш. 111°30′ зх. д. / 38.250° пн. ш. 111.500° зх. д.                                  | 1905, 25 вересня   | 7631,0 км²  | Розташований на вододілі між Великим Басейном і басейном річки Колорадо. Висота лісу коливається від 850 м над рівнем моря біля Сент-Джорджа до 3451 м над рівнем моря на горі Боулдер. В межах лісу розташовані зони дикої природи Ешдаун-Гордж, Бокс-Дед-Холлоу, Коттонвуд-Форест та Пайн-Веллі-Маунтін.                                                                      |
| Ельдорадо англ. Eldorado National Forest                                            | Mountains and forest along the trail to Winnemucca Lake.                                                                              | Каліфорнія 38°47′ пн. ш. 120°19′ зх. д. / 38.783° пн. ш. 120.317° зх. д.                           | 1910, 28 липня     | 2813,0 км²  | Ліс розташований в горах Сьєрра-Невада. Містить 297 озер і водосховищ та 983 км річок і струмків, у яких водиться багато риби. Через ліс проходить 562 км стежок і 3809 км доріг. Зона дикої природи Десолейшн є найбільш відвідуваною зоною дикої природи в країні. |
| Ель-Юнке англ. El Yunque National Forest                                            | Forested mountainsides in El Yunque.                                                                                                  | Пуерто-Рико 18°17′ пн. ш. 65°48′ зх. д. / 18.283° пн. ш. 65.800° зх. д.                            | 1903, 17 січня     | 116,1 км²   | Єдиний тропічний дощовий ліс у Національній системі лісів. На великих висотах лісу за рік випадає майже 5100 мм опадів. Тут зустрічається 240 видів дерев, 23 з яких є ендеміками лісу, які більше ніде в світі не зустрічаються. |
| Ешлі англ. Ashley National Forest                                                   | A photo of King's Peak and Henry's Fork Basin.                                                                                        | Юта, Вайомінг 40°38′ пн. ш. 110°06′ зх. д. / 40.633° пн. ш. 110.100° зх. д.                        | 1908, 1 липня      | 5578,3 км²  | Національний ліс Ешлі, розташований в горах Юїнта, управляє Національною зоною відпочинку Палаючої ущелини та Природною зоною високогір'їв Юїнти. Він включає Королівський пік заввишки 4123 м, найвищу вершину Юти. |
| Іньо англ. Inyo National Forest                                                     | Mount Whitney from the Whitney Portal Trailhead.                                                                                      | Каліфорнія, Невада 37°30′ пн. ш. 118°39′ зх. д. / 37.500° пн. ш. 118.650° зх. д.                   | 1907, 25 травня    | 7920,8 км²  | Розташований в горах Сьєрра-Невада. Включає озеро Моно, кальдеру долини Лонг, дев'ять зон дикої природи та гору Вітні заввишки 4421 м, найвищу гору США поза межами Аляски. У високогір'ях національного лісу зростають рідкісні довговічні сосни. |
| Кайбаб англ. Kaibab National Forest                                                 | Aspens and a meadow in fall. | Аризона 35°56′ пн. ш. 112°09′ зх. д. / 35.933° пн. ш. 112.150° зх. д.                              | 1908, 1 липня      | 6317,4 км²  | Розташований на плато Колорадо, на північ та на південь від Національного парку Великого Каньйону. Найвищою вершиною є гора Кендрік заввишки 3175 м, розташована у зоні дикої природи Кендрік-Маунтін. Також тут розташована зона дикої природи Канаб-Крік. Через ліс проходить понад 480 км стежок.                                                                            |
| Карібу-Таргі англ. Caribou–Targhee National Forest                                  | Upper Mesa Falls | Айдахо, Вайомінг 41°57′ пн. ш. 112°08′ зх. д. / 41.950° пн. ш. 112.133° зх. д.                     | 1905, 23 травня    | 10621,9 км² | У зоні дикої природи Джедедая-Сміт є багато печер, зокрема відома печера Міннетонка, а зона дикої природи Вайнгар-Хоул підтримує популяції гризлі та є частиною екосистеми Великого Єллоустоуну. На річці Генріс-Форк, притоці Снейку, знаходяться каскади водоспадів. |
| Карсон англ. Carson National Forest                                                 | A photo of Wheeler Peak from Mount Walter                                                                                             | Нью-Мексико 36°30′ пн. ш. 106°04′ зх. д. / 36.500° пн. ш. 106.067° зх. д.                          | 1906, 7 листопада  | 6015,1 км²  | Розташований в горах Сангре-де-Крісто. Містить понад 970 км шляхів та гірськолижний курорт Таос-Скай-Веллі. Тут розташована гора Вілер-Пік заввишки 4011 м, найвища вершина Нью-Мексико. |
| Кастер англ. Custer National Forest                                                 | A mountain goat below Granite Peak.                                                                                                   | Монтана, Південна Дакота 45°30′ пн. ш. 106°00′ зх. д. / 45.500° пн. ш. 106.000° зх. д.             | 1907, 2 березня    | 4813,6 км²  | Близько трьох чвертей лісу займає зона дикої природи Абсарока-Бітрут. Тут розташована гора Граніт-Пік, найвища вершина Монтани заввишки 3904 м, а також національні природні пам'ятки Капітол-Рок та Кастлс. Через ліс проходить шосе Біртуз. |
| Кісатчі англ. Kisatchie National Forest                                             | The Kisatchie Bayou. | Луїзіана 31°00′ пн. ш. 92°37′ зх. д. / 31.000° пн. ш. 92.617° зх. д.                               | 1930, 10 червня    | 2458,6 км²  | Єдиний національний ліс Луїзіани, який охоплює соснові праліси та гаї болотяних кипарисів в байю. У лісі зустрічається 48 видів ссавців, 56 видів рептилій, 30 видів земноводних і 155 видів гніздових або зимуючих птахів. |
| Кламат англ. Klamath National Forest                                                | A road through the forest. | Каліфорнія, Орегон 41°30′ пн. ш. 123°08′ зх. д. / 41.500° пн. ш. 123.133° зх. д.                   | 1905, 6 травня     | 6768,1 км²  | Розташований на кордоні Каліфорнії та Орегону. Містить частини п'яти зон дикої природи, 245 км диких і мальовничих річок та 320 км річок, доступних для рафтингу, включно з річкою Кламат. Ендеміком лісу є сіскійська маріпоза, яка більше ніде в світі не зустрічається |
| Клівленд англ. Cleveland National Forest                                            | Cleveland National Forest near Mount Laguna.                                                                                          | Каліфорнія 32°45′ пн. ш. 116°36′ зх. д. / 32.750° пн. ш. 116.600° зх. д.                           | 1893, 25 лютого    | 1722,3 км²  | Розташований у Південній Каліфорнії, в зоні середземноморського клімату. Містить 4 зони дикої природи. У лісі зустрічаються 22 види рослин і тварин, що перебувають під загрозою зникнення. Висота регіону не настільки велика, як в інших національних лісах Каліфорнії. Найвищою вершиною лісу є Монумент-Пік заввишки 1911 м.                                                |
| Клірвотер англ. Clearwater National Forest                                          | The Lochsa River. | Айдахо 46°33′ пн. ш. 115°09′ зх. д. / 46.550° пн. ш. 115.150° зх. д.                               | 1908, 1 липня      | 6807,1 км²  | Розташований в горах Біттеррут, займає частину регіону Палус. Через ліс протікають річки Клірвотер і Лохса. Експедиція Льюїса і Кларка пройшла через ліс 1805 році, перетнувши перевал Лоло, а у 1860-х роках в лісі шукали золото |
| Коконіно англ. Coconino National Forest                                             | Sycamore Canyon viewed from Barney Pasture.                                                                                           | Аризона 34°45′ пн. ш. 111°33′ зх. д. / 34.750° пн. ш. 111.550° зх. д.                              | 1898, 17 серпня    | 7495,6 км²  | Національний ліс містить гори Сан-Франциско, Могойонський уступ та каньйон Оак-Крік. Тут розташований каньйон Сікомор, другий за величиною каньйон в Аризоні, країні червоних скель, а також гора Хамфріс-Пік заввишки 3 852 м, найвища вершина Аризони. |
| Колвілл англ. Colville National Forest                                              | Colville National Forest with a lake and mountains.                                                                                   | Вашингтон 48°32′ пн. ш. 117°54′ зх. д. / 48.533° пн. ш. 117.900° зх. д.                            | 1907, 1 березня    | 3863,4 км²  | Національний ліс Колвілл розташований в горах Кеттл та Селкірк, які підіймаються на висоту до 2200 м. Він містить 782 км пішохідних стежок та частину зони дикої природи Салмо-Пріст. Через ліс проходить Тихоокеанська Північно-Західна стежка. |
| Конеку англ. Conecuh National Forest                                                | Open Pond and pine trees. | Алабама 31°05′ пн. ш. 86°38′ зх. д. / 31.083° пн. ш. 86.633° зх. д.                                | 1936, 17 липня     | 339,9 км²   | Національний ліс Конеку, який управляється спільно з іншими національними лісами Алабами, містить дві зони відпочинку: озера Блю-Лейк та Опен-Понд. Сухі, піщані височини підтримують ліси довгохвойних сосен, тоді як у низовинах зустрічаються карстові воронки, джерела та болота.                                                                                           |
| Коронадо англ. Coronado National Forest                                             | Mountains and forest west of Paradise, Arizona.                                                                                       | Аризона, Нью-Мексико 32°30′ пн. ш. 110°40′ зх. д. / 32.500° пн. ш. 110.667° зх. д.                 | 1902, 11 квітня    | 6956,3 км²  | Національний ліс Коронадо розташований на небесних островах Південного Заходу США. Він включає гору Райтсон та каньйон Мадера, де проводяться спостереження за птахами. У лісі є вісім зон дикої природи, а на горах Хопкінс та Леммон розміщені обсерваторії. |
| Кроатан англ. Croatan National Forest                                               | Swamp along the Patsy Pond Nature Trail.                                                                                              | Північна Кароліна 34°52′ пн. ш. 77°00′ зх. д. / 34.867° пн. ш. 77.000° зх. д.                      | 1936, 29 липня     | 652,9 км²   | Це єдиний прибережний національний ліс, розташований на східному узбережжі США. Він містить естуарії річок та покосіни. Ліс є домом для рідкісних хижих рослин — венериних мухоловок. В гирлі річки Вайт-Оук розташована зона відпочинку Сідар-Пойнт. |
| Кутеней англ. Kootenai National Forest                                              | Snow-capped mountains in Kootenai National Forest.                                                                                    | Монтана, Айдахо 48°32′ пн. ш. 115°26′ зх. д. / 48.533° пн. ш. 115.433° зх. д.                      | 1906, 13 серпня    | 7326,3 км²  | Включає гори Кабінет і річки Кутеней і Кларк-Форк. На річці Кларк-Форк розташовані водосховища Ноксон-Рапідс і Кабінет-Горж, а в горах Селкірк — Мальовнича зона Північно-Західного піку |
| Лассен англ. Lassen National Forest                                                 | Echo Lake. | Каліфорнія 40°05′ пн. ш. 121°14′ зх. д. / 40.083° пн. ш. 121.233° зх. д.                           | 1905, 2 червня     | 4314,1 км²  | Оточує Національний парк Лассен-Волканік. Містить три зони дикої природи та 37 000 га старих хвойних лісів. Тут розташована печера Субвей — лавовий тунель довжиною 0,48 км, який відкритий для відвідування. |
| Лінкольн англ. Lincoln National Forest                                              | Partially forested mountains in Lincoln National Forest.                                                                              | Нью-Мексико 32°57′ пн. ш. 105°26′ зх. д. / 32.950° пн. ш. 105.433° зх. д.                          | 1902, 26 липня     | 4433,2 км²  | Включає частини чотирьох гірських хребтів — Капітан, Гвадалупе, Сакраменто та Сьєрра-Бланка. Висота лісу коливається від 1200 до 3500 м над рівнем моря. Ліс був місцем народження відомого ведмедя Смокі. |
| Лоло англ. Lolo National Forest                                                     | Rainy Lake and mountains. | Монтана 47°09′ пн. ш. 114°26′ зх. д. / 47.150° пн. ш. 114.433° зх. д.                              | 1906, 20 вересня   | 9056,7 км²  | Розташований на захід від Континентального вододілу. Містить частини чотирьох зон дикої природи, близько 1100 км стежок та безліч озер, у яких водиться щонайменше 20 промислово цінних видів риб. Також в лісі зустрічається 60 видів ссавців, 300 видів птахів та 1500 видів рослин.                                                                                          |
| Лос-Падрес англ. Los Padres National Forest                                         | Montane chaparral and mountains. | Каліфорнія 34°32′ пн. ш. 119°46′ зх. д. / 34.533° пн. ш. 119.767° зх. д.                           | 1898, 2 березня    | 7172,0 км²  | Охоплює частини Каліфорнійських Прибережних хребтів та Поперечних хребтів. Містить десять зон дикої природи, які займають близько 45 % площі лісу, а також 2023 км стежок, зокрема частину Національної мальовничої дороги Хасінто Рейєса. |
| Льюїс-енд-Кларк англ. Lewis and Clark National Forest                               | A riding ranger with mules near the Chinese Wall.                                                                                     | Монтана 46°55′ пн. ш. 110°38′ зх. д. / 46.917° пн. ш. 110.633° зх. д.                              | 1897, 22 лютого    | 7573,7 км²  | Розташований на півночі центральної частини штату Монтана. Включає сім гірських хребтів і значні частини зон дикої природи Боб-Маршалл та Скейпгоат. |
| Малур англ. Malheur National Forest                                                 | Strawberry Lake and mountains in fall.                                                                                                | Орегон 44°15′ пн. ш. 118°51′ зх. д. / 44.250° пн. ш. 118.850° зх. д.                               | 1908, 1 липня      | 5992,7 км²  | Розташований у Блакитних горах на сході Орегону. Найвищою точкою є гора Строберрі заввишки 2756 м. У Ботанічній зоні Кедр-Гроув знаходяться єдине насадження нутканських кипарисів в США на схід від Каскадних гір. |
| Манті-Ла-Саль англ. Manti–La Sal National Forest                                    | Mount Peale viewed from Mount Mellenthin.                                                                                             | Юта, Колорадо 38°23′ пн. ш. 109°01′ зх. д. / 38.383° пн. ш. 109.017° зх. д.                        | 1903, 29 травня    | 5139,4 км²  | Включає гори Ла-Саль та Абахо, розташовані на сході Юти. Найвищою вершиною є гора Піл заввишки 3879 м. Єдиною зоною дикої природи в лісі є зона Дарк-Каньйон. |
| Марк-Твен англ. Mark Twain National Forest                                          | A kayaker on the St. Francis River.                                                                                                   | Міссурі 37°00′ пн. ш. 91°30′ зх. д. / 37.000° пн. ш. 91.500° зх. д.                                | 1939, 11 вересня   | 6090,0 км²  | Єдиний національний ліс в штаті Міссурі. Містить сім зон дикої природи та національну дику і мальовничу річку Елевен-Пойнт. Містить 18 природних зон, якими управляє Департамент охорони природи Міссурі. |
| Маунт-Бейкер-Сноквалмі англ. Mount Baker–Snoqualmie National Forest                 | Table Mountain and its reflection in a lake                                                                                           | Вашингтон 48°28′ пн. ш. 121°25′ зх. д. / 48.467° пн. ш. 121.417° зх. д.                            | 1897, 22 лютого    | 10371,9 км² | Розташований в Каскадних горах і включає гору Бейкер (3286 м) — вкритий льодовиком стратовулкан. Ліс містить Національну зону відпочинку гори Бейкер та частини десяти зон дикої природи. Через нього проходить Тихоокеанський верховинний шлях та Тихоокеанська Північно-Західна стежка.                                                                                       |
| Маунт-Гуд англ. Mount Hood National Forest                                          | Mount Hood and its reflection in Mirror Lake.                                                                                         | Орегон 45°16′ пн. ш. 121°49′ зх. д. / 45.267° пн. ш. 121.817° зх. д.                               | 1892, 17 червня    | 4327,8 км²  | Ліс включає гору Гуд, найвищу гору Орегону заввишки 3429 м, на честь якої він отримав свою назву. Ліс простягається від ущелини річки Колумбія, включає Національну зону відпочинку гори Гуд і дев'ять зон дикої природи. |
| Медісін-Боу-Раутт англ. Medicine Bow–Routt National Forest                          | Mountains and grasslands surrounding a work center.                                                                                   | Колорадо, Вайомінг 41°14′ пн. ш. 106°15′ зх. д. / 41.233° пн. ш. 106.250° зх. д.                   | 1902, 22 травня    | 8944,9 км²  | Включає багато гірських хребтів Скелястих гір, висота яких коливається від 1700 до 3940 м над рівнем моря. Містить десять зон дикої природи та водосховище Роб-Рой площею 200 га. |
| Мендосіно англ. Mendocino National Forest                                           | Howard Lake and forested mountains.                                                                                                   | Каліфорнія 39°38′ пн. ш. 122°51′ зх. д. / 39.633° пн. ш. 122.850° зх. д.                           | 1908, 1 липня      | 3705,0 км²  | Єдиний національний ліс у Каліфорнії, який не перетинає асфальтована дорога. Частиною національного лісу є Центр генетичних ресурсів і збереження природи, який вирощує рослини для лісовідновлення, відновлення вододілів, відновлення дикої природи та інших проєктів. |
| Модок англ. Modoc National Forest                                                   | The summit trail and surrounding mountains.                                                                                           | Каліфорнія 41°34′ пн. ш. 120°53′ зх. д. / 41.567° пн. ш. 120.883° зх. д.                           | 1904, 29 листопада | 6800,4 км²  | Національний ліс Модок містить вулкан Медісін-Лейк (2414 м), який є найбільшим щитовим вулканом у Північній Америці. Тут є 17 600 га пралісів, а у зоні дикої природи Саут-Ворнер знаходиться водоспад Мілл-Крік. |
| Національний ліс Мононгахела англ. Національний ліс Мононгахела                     | Seneca Rock. | Західна Вірджинія 38°33′ пн. ш. 79°54′ зх. д. / 38.550° пн. ш. 79.900° зх. д.                      | 1920, 28 квітня    | 3725,5 км²  | Національний ліс містить національну зону відпочинку Спрус-Ноб-Сенека-Рокс та вісім зон дикої природи. Гора Cпрус-Ноб заввишки 1482 м є найвищою вершиною Західної Вірджинії, а Сенека-Рокс — це стрімка кварцитова скеля висотою 270 м. |
| Нантахала англ. Nantahala National Forest                                           | Dry Falls. | Північна Кароліна 35°12′ пн. ш. 83°33′ зх. д. / 35.200° пн. ш. 83.550° зх. д.                      | 1907, 6 лютого     | 2154,1 км²  | Розташований на південному заході Північної Кароліни. Включає річку Нантахала, яка протікає через ущелину Нантахала. Через ліс проходить 970 км стежок. Висота лісу коливається від 370 м над рівнем моря до 1800 м над рівнем моря на горі Лон-Балд. |
| Небраска англ. Nebraska National Forest                                             | Forest and grasslands in the Bessey Ranger District.                                                                                  | Небраска 41°42′ пн. ш. 100°22′ зх. д. / 41.700° пн. ш. 100.367° зх. д.                             | 1902, 16 квітня    | 569,8 км²   | Цей ліс був створений у 1902 році Чарльзом Е. Бессі як експеримент, щоб побачити, чи можна створити ліс на безлісих Великих рівнинах для використання як національного лісового резерву. |
| Не-Персе англ. Nez Perce National Forest                                            | Crooked Creek in fall. | Айдахо 45°27′ пн. ш. 115°55′ зх. д. / 45.450° пн. ш. 115.917° зх. д.                               | 1908, 1 липня      | 8998,5 км²  | Національний ліс Не-Персе включає частини чотирьох зон дикої природи: Френк-Черч-Рівер-оф-ноу-Ретерн, Госпел-Хамп, Хеллс-Каньйон та Селвей-Біттеррут. Цей ліс управляється спільно з Національним лісом Клірвотер. |
| Озарк-Сент-Френсіс англ. Ozark–St. Francis National Forest                          | View of the Ozarks from atop White Rock Mountain.                                                                                     | Арканзас 35°42′ пн. ш. 93°21′ зх. д. / 35.700° пн. ш. 93.350° зх. д.                               | 1908, 5 березня    | 4667,5 км²  | Через ліс проходить понад 640 км стежок, зокрема стежка високогір'їв Озарку. Тут розташована трирівнева система печер Бланчард-Спрінгс, відкрита для публічних екскурсій. |
| Окала англ. Ocala National Forest                                                   | A pond in Farles Prairie. | Флорида 29°12′ пн. ш. 81°44′ зх. д. / 29.200° пн. ш. 81.733° зх. д.                                | 1908, 24 листопада | 1556,8 км²  | Охороняє найбільший у світі ліс піщаних сосен. Містить понад 600 озер, річок і джерел, а також чотири зони дикої природи. Через ліс проходить частина Флоридської стежки. |
| Оканоган-Веначі англ. Okanogan–Wenatchee National Forest                            | A lake and the surrounding mountains and forest viewed from Maple Pass.                                                               | Вашингтон 48°38′ пн. ш. 119°35′ зх. д. / 48.633° пн. ш. 119.583° зх. д.                            | 1911, 1 липня      | 17221,7 км² | Розташований на східній стороні Каскадних гір. Простягається від канадсько-американського кордону до річок Колумбія та Оканоган. Через ліс проходить 2068 км стежок, зокрема частина Тихоокеанського Верховинного шляху:329–332 |
| Олімпік англ. Olympic National Forest                                               | Forests and the Olympic Mountains from Hurricane Ridge.                                                                               | Вашингтон 48°07′ пн. ш. 124°15′ зх. д. / 48.117° пн. ш. 124.250° зх. д.                            | 1897, 22 лютого    | 2556,8 км²  | Розташований на півострові Олімпік в штаті Вашингтон і оточує Національний парк Олімпік. Містить п'ять зон дикої природи, які займають близько 14 % лісу. У цій частині Вашингтону щорічно випадає більше опадів, ніж будь-де в США |
| Оттава англ. Ottawa National Forest                                                 | Pines along Kathryn Lake. | Мічиган 46°27′ пн. ш. 89°15′ зх. д. / 46.450° пн. ш. 89.250° зх. д.                                | 1931, 27 лютого    | 4010,3 км²  | Розташований на Верхньому півострові Мічигану, простягається від озера Верхнє до кордону з Вісконсином. Містить понад 500 озер, майже 3200 км струмків і три зони дикої природи. |
| Оцеола англ. Osceola National Forest                                                | Pine forest with palmetto understory.                                                                                                 | Флорида 30°19′ пн. ш. 82°27′ зх. д. / 30.317° пн. ш. 82.450° зх. д.                                | 1931, 10 липня     | 648,3 км²   | Єдиною зоною дикої природи в лісі є зона Біг-Гам-Свамп. Також тут знаходиться дослідницька природна територія Оцеола, яка у 1974 році була визнана національною природною пам'яткою. Під час Громадянської війни на місці сучасного національного лісу відбулася битва при Оласті. Через ліс проходить частина Національної мальовничої Флоридської стежки завдовжки 37 км.     |
| Очоко англ. Ochoco National Forest                                                  | Steins Pillar. | Орегон 44°22′ пн. ш. 120°07′ зх. д. / 44.367° пн. ш. 120.117° зх. д.                               | 1911, 1 липня      | 3459,3 км²  | Ліс містить різноманітні дивні геологічні утворення, 38 000 га пралісів, верхів’я річки Крукед та три зони дикої природи. У горах Очоко розташований Стовп Стейна — скеля заввишки 110 м. |
| Паєтт англ. Payette National Forest                                                 | The Seven Devils Mountains in winter.                                                                                                 | Айдахо 45°05′ пн. ш. 115°48′ зх. д. / 45.083° пн. ш. 115.800° зх. д.                               | 1905, 3 червня     | 9416,1 км²  | Національний ліс Паєтт включає гори Семи Дияволів та частину зони дикої природи Френк-Черч-Рівер-оф-ноу-Ретерн. Також він містить гірськолижний курорт Брендейдж. На заході він межує з Пекельним каньйоном |
| Пайк англ. Pike National Forest                                                     | A lake and mountains in Pike National Forest.                                                                                         | Колорадо 39°10′ пн. ш. 105°27′ зх. д. / 39.167° пн. ш. 105.450° зх. д.                             | 1892, 11 лютого    | 4435,9 км²  | Містить три зони дикої природи. Найвищою вершиною є гора Пайкс заввишки 4302 м. З 1975 року управляється спільно з Національним лісом Сан-Ісабель. |
| Підрозділ з управління басейном озера Тахо англ. Lake Tahoe Basin Management Unit   | Lake Tahoe. | Каліфорнія, Невада 38°55′ пн. ш. 119°58′ зх. д. / 38.917° пн. ш. 119.967° зх. д.                   | 1973, квітень      | 615,2 км²   | Цей умовний "національний ліс" складається з частин національних лісів Ельдорадо, Тахо та Гумбольдт-Тоябі. Був виокремлений у окремий заповідник у квітні 1973 року для захисту унікальних екологічних і рекреаційних ресурсів озера ТахоD . |
| Плумас англ. Plumas National Forest                                                 | Bucks Lake. | Каліфорнія 39°56′ пн. ш. 120°49′ зх. д. / 39.933° пн. ш. 120.817° зх. д.                           | 1905, 27 березня   | 4814,0 км²  | Містить 51 000 га старовікових лісів. Зона відпочинку Літл-Грасс-Веллі, яка включає кемпінг та пропонує катання на човнах, оточує водосховище Літл-Грасс-Веллі. |
| Прескотт англ. Prescott National Forest                                             | A lake near Mingus Mountain. | Аризона 34°35′ пн. ш. 112°36′ зх. д. / 34.583° пн. ш. 112.600° зх. д.                              | 1898, 10 травня    | 5086,9 км²  | Включає різноманітну рослинність, яка переходить від чагарників пустелі Сонора на низьких висотах до рідколісь жовтих сосен на високих висотах. Містить вісім зон дикої природи та 720 км стежок. |
| Ріо-Гранде англ. Rio Grande National Forest                                         | Mountains along the Stony Pass Road.                                                                                                  | Колорадо 37°43′ пн. ш. 106°37′ зх. д. / 37.717° пн. ш. 106.617° зх. д.                             | 1908, 1 липня      | 7436,8 км²  | У західній частині лісу, в горах Сан-Хуан, бере початок річка Ріо-Гранде. Східну межу лісу утворюють гори Сангре-де-Крісто. Найвищою вершиною лісу є гора Бланка заввишки 4372 м, звідки відкривається вид на долину Сан-Луїс і Національний парк Великих Піщаних Дюн. |
| Рог-Рівер-Сіскію англ. Rogue River–Siskiyou National Forest                         | The Rabbit Ears, a pair of spires, rise above the coniferous forest of the Rogue River–Siskiyou NF                                    | Орегон, Каліфорнія 41°58′ пн. ш. 123°08′ зх. д. / 41.967° пн. ш. 123.133° зх. д.                   | 1893, 28 вересня   | 6956,1 км²  | Простягається від Каскадних гір до гір Сіскію. Близько 75 % площі лісу лежить у басейні річки Рог. Ліс містить частини восьми зон дикої природи, а також, можливо, найвищу у світі жовту сосну, яка має висоту 81,79 м. |
| Рузвельт англ. Roosevelt National Forest                                            | Mountains surrounding Lake Isabelle.                                                                                                  | Колорадо 40°32′ пн. ш. 105°35′ зх. д. / 40.533° пн. ш. 105.583° зх. д.                             | 1902, 22 травня    | 3294,5 км²  | Розташований у Скелястих горах на півночі Колорадо. Містить частини шести зон дикої природи. Управляється разом із Національним лісом Арапахо та Національними луками Пауні. |
| Савтуз англ. Sawtooth National Forest                                               | Stanley Lake and McGown Peak. | Айдахо, Юта 41°54′ пн. ш. 113°29′ зх. д. / 41.900° пн. ш. 113.483° зх. д.                          | 1905, 29 травня    | 7293,0 км²  | В лісі є понад 1100 озер, 1600 км стежок і доріг, а також десять гірських хребтів, найвищою вершиною яких є Хайндман-Пік заввишки 3661 м. В горах Савтуз розташована зона дикої природи Савтуз, Національна зона відпочинку Савтуз та чотири гірськолижні курорти. |
| Салмон-Халліс англ. Salmon–Challis National Forest                                  | Borah Peak and the Lost River Range in winter.                                                                                        | Айдахо 45°07′ пн. ш. 114°09′ зх. д. / 45.117° пн. ш. 114.150° зх. д.                               | 1908, 1 липня      | 17106,0 км² | Ліс містить річку Салмон та зону дикої природи Френк-Черч-Рівер-оф-ноу-Ретерн. В горах Лост-Рівер розташована гора Бора-Пік заввишки 3859 м, найвища вершина Айдахо. |
| Самтер англ. Sumter National Forest                                                 | A sign at the border of the Ellicott Rock Wilderness.                                                                                 | Південна Кароліна 34°00′ пн. ш. 82°15′ зх. д. / 34.000° пн. ш. 82.250° зх. д.                      | 1936, 13 липня     | 1508,6 км²  | Містить 22 водоспади, висота яких становить від 3,7 м до 46 м, та частину зони дикої природи Еллікотт-Рок, єдиної зони дикої природи, розташованої в трьох штатах. |
| Сан-Бернандіно англ. San Bernardino National Forest                                 | Mount Baldy viewed from Silverwood Lake.                                                                                              | Каліфорнія 34°03′ пн. ш. 116°57′ зх. д. / 34.050° пн. ш. 116.950° зх. д.                           | 1893, 25 лютого    | 2747,7 км²  | Містить частину Національної пам'ятки гір Санта-Роза і Сан-Хасінто. Ліс оточує водосховище Арроухед та інші водойми. |
| Сан-Ісабель англ. San Isabel National Forest                                        | A valley in the mountains of San Isabel National Forest.                                                                              | Колорадо 38°24′ пн. ш. 105°56′ зх. д. / 38.400° пн. ш. 105.933° зх. д.                             | 1902, 11 квітня    | 4486,5 км²  | Включає гори Савач, Колледжіейт і Сангре-де-Крісто. Містить 19 з 54 чотирнадцятитисячників Колорадо, зокрема найвищу вершину штату та всіх Скелястих гір — гору Елберт заввишки 4401 м. Управляється спільно з Національним лісом Пайк. |
| Санта-Фе англ. Santa Fe National Forest                                             | Aspens and snow-capped mountains in late fall.                                                                                        | Нью-Мексико 35°54′ пн. ш. 106°13′ зх. д. / 35.900° пн. ш. 106.217° зх. д.                          | 1892, 11 січня     | 6251,4 км²  | Найвищою горою в лісі є Тручас-Пік заввишки 3994 м, розташована у зоні дикої природи Пекос. Також ліс містить Національний заказник кальдери Вальєс і 1613 км стежок. |
| Сан-Хуан англ. San Juan National Forest                                             | Mountains in San Juan National Forest.                                                                                                | Колорадо 37°30′ пн. ш. 107°39′ зх. д. / 37.500° пн. ш. 107.650° зх. д.                             | 1905, 3 червня     | 7545,7 км²  | Включає Національну пам'ятку Чімні-Рок і зону дикої природи Вемінуче площею 2022,5 км², найбільшу зону дикої природи в Колорадо. Висота лісу коливається від 1500 до понад 4300 м над рівнем моря. |
| Саюсло англ. Siuslaw National Forest                                                | Sand dunes at Oregon Dune National Recreation Area.                                                                                   | Орегон 44°32′ пн. ш. 123°53′ зх. д. / 44.533° пн. ш. 123.883° зх. д.                               | 1908, 1 липня      | 2550,7 км²  | Розташований в горах Центрально-Орегонського Прибережного хребта. Включає Національну зону відпочинку Орегонських дюн та три зони дикої природи. У мальовничій дослідницькій зоні Меріс-Пік знаходиться найвища вершина лісу — гора Меріс-Пік заввишки 1250 м. |
| Себін англ. Sabine National Forest                                                  | A sign for Sabine National Forest. | Техас 31°30′ пн. ш. 93°52′ зх. д. / 31.500° пн. ш. 93.867° зх. д.                                  | 1936, 13 жовтня    | 651,9 км²   | Ліс межує з великим водосховищем Толедо-Бенд і містить 45 км стежок. Єдиною зоною дикої природи в лісі є зона Індіан-Маундс. У цій зоні та в районі Мілл-Крік-Коув уздовж берегів водосховища збереглися давні праліси:312–316 |
| Секвоя, англ. Sequoia National Forest                                               | Giant sequoias. | Каліфорнія 36°03′ пн. ш. 118°31′ зх. д. / 36.050° пн. ш. 118.517° зх. д.                           | 1908, 1 липня      | 4610,3 км²  | Включає Національну пам'ятку мамонтових дерев, названий на честь велетенського мамонтового дерева або велетенського секвоядендрона, найбільшого дерева у світі. Ліс містить 4000 км доріг і 1370 км стежок, зокрема частину Тихоокеанського верховинного шляху. |
| Сем-Г'юстон англ. Sam Houston National Forest                                       | A hardwood swamp. | Техас 30°32′ пн. ш. 95°21′ зх. д. / 30.533° пн. ш. 95.350° зх. д.                                  | 1936, 13 жовтня    | 660,7 км²   | Ліс межує з великими водосховищами Конро і Лівінгстон. Через нього проходить частина шляху Одинокої Зірки. Єдиною зоною дикої природи в лісі є зона Літл-Лейк-Крік. |
| Семюел-Мак-Келві англ. Samuel R. McKelvie National Forest                           | Grassland approaching the forest edge.                                                                                                | Небраска 42°43′ пн. ш. 101°02′ зх. д. / 42.717° пн. ш. 101.033° зх. д.                             | 1971, 15 жовтня    | 468,8 км²   | Розташований у Піщаних пагорбах Небраски. Поєднує прерії та деревні насадження, висаджені з 1903 року. Найуспішнішим деревом, що прижилося в регіоні, є жовта сосна. |
| Сібола англ. Cibola National Forest                                                 | View of a ridge from the Sandia Crest Trail.                                                                                          | Нью-Мексико 34°20′ пн. ш. 107°35′ зх. д. / 34.333° пн. ш. 107.583° зх. д.                          | 1906, 6 листопада  | 6541,5 км²  | Частиною цього національного лісу є чотири зони дикої природи, зокрема зона Сандія-Маунтін на схід від Альбукерке. Висота лісу коливається від 1500 м над рівнем моря до 3445 м над рівнем моря на вершині гори Тейлор, стратовулкана в горах Сан-Матео. |
| Сікс-Ріверс англ. Six Rivers National Forest                                        | The Salmon River during spring. | Каліфорнія 40°21′ пн. ш. 123°36′ зх. д. / 40.350° пн. ш. 123.600° зх. д.                           | 1947, 1 липня      | 3954,1 км²  | Названий на честь шести річок, що протікають через ліс, а саме Сміт, Кламат, Триніті, Мед, Ван-Дюзен та Їл. Крім того, через ліс протікає річка Салмон. Усі ці річки визнані національними дикими та мальовничими річками. |
| Станіслаус англ. Stanislaus National Forest                                         | Cherry Lake and the surrounding forest.                                                                                               | Каліфорнія 38°10′ пн. ш. 120°01′ зх. д. / 38.167° пн. ш. 120.017° зх. д.                           | 1897, 22 лютого    | 3639,9 км²  | Містить чотири зони дикої природи, зокрема зону Карсон-Айсберг та зону Емігрант, яка межує з північно-західним кутом Національного парку Йосеміті. Через ліс протікає понад 1300 струмків. |
| Суперіор англ. Superior National Forest                                             | The view over the forest from Eagle Mountain.                                                                                         | Міннесота 47°50′ пн. ш. 91°31′ зх. д. / 47.833° пн. ш. 91.517° зх. д.                              | 1909, 13 лютого    | 8472,5 км²  | Включає зону дикої природи Баундарі-Вотерс-Каное, яка має понад 2400 км маршрутів для каное, 1000 озер і 2200 кемпінгів. Тут також розташована гора Ігл, найвища вершина Міннесоти заввишки 701 м. |
| Сьєрра англ. Sierra National Forest                                                 | Lake of the Lone Indian and surrounding mountains.                                                                                    | Каліфорнія 37°16′ пн. ш. 119°12′ зх. д. / 37.267° пн. ш. 119.200° зх. д.                           | 1893, 14 лютого    | 5306,4 км²  | Знаходиться на західному схилі Сьєрра-Невади. Містить 2900 км струмків, 480 озер, 11 водосховищ і 63 місця для кемпінгу. |
| Талладега англ. Talladega National Forest                                           | Cheaha Lake at the base of Mount Cheaha from above.                                                                                   | Алабама 33°26′ пн. ш. 85°51′ зх. д. / 33.433° пн. ш. 85.850° зх. д.                                | 1936, 17 липня     | 1590,4 км²  | Включає зони дикої природи Чеаха та Даггер-Маунтін. Ліс перетинають мальовнича стежка Талладега та Національна рекреаційна стежка Пінхоті перетинають ліс. Він управляється разом з іншими національними лісами Алабами |
| Таскігі англ. Tuskegee National Forest                                              | A bike along a trail in Tuskegee National Forest.                                                                                     | Алабама 32°28′ пн. ш. 85°36′ зх. д. / 32.467° пн. ш. 85.600° зх. д.                                | 1959, 27 листопада | 45,9 км²    | Це найменший національний ліс США. Він управляється разом з іншими національними лісами Алабами. |
| Тахо англ. Tahoe National Forest                                                    | A meadow with wildflowers. | Каліфорнія 39°23′ пн. ш. 120°32′ зх. д. / 39.383° пн. ш. 120.533° зх. д.                           | 1899, 13 квітня    | 3532,8 км²  | Розташований у Сьєрра-Неваді на північний захід від озера Тахо. Містить частину зони дикої природи Граніт-Чіф. ЧЧерез ліс або на межі з ним протікають річки Амерікан, Юба та Норт-Юба |
| Томбігбі англ. Tombigbee National Forest                                            | The Lakeside Trail winding around Choctaw Lake.                                                                                       | Міссісіпі 33°56′ пн. ш. 88°56′ зх. д. / 33.933° пн. ш. 88.933° зх. д.                              | 1959, 27 листопада | 273,0 км²   | Розташований на північному сході Міссісіпі. Охоплює пагорби, які до заснування лісу були вкриті покинутими сільськогосподарськими угіддями. Управляється разом з іншими національними лісами Міссісіпі. |
| Тонгасс англ. Tongass National Forest                                               | Mountains and water in Tongass National Forest.                                                                                       | Аляска 56°48′ пн. ш. 133°54′ зх. д. / 56.800° пн. ш. 133.900° зх. д.                               | 1907, 10 вересня   | 67778,2 км² | Найбільший національний ліс США. Простягається на 800 км на південному сході Аляски від канадсько-американського кордону до Тихого океану. Майже третину лісу займають 19 зон дикої природи. Також ліс містить національні пам'ятки Місті-Фіордс та острова Адміралтейський. |
| Тонто англ. Tonto National Forest                                                   | Tonto National Forest canyons from above.                                                                                             | Аризона 33°52′ пн. ш. 111°17′ зх. д. / 33.867° пн. ш. 111.283° зх. д.                              | 1905, 3 жовтня     | 11601,0 км² | Простягається від пустелі Сонора до соснових лісів на краю Могойонського уступу. У лісі є вісім зон дикої природи та кілька озер і водосховищ. |
| Уматілла англ. Umatilla National Forest                                             | A trail atop Oregon Butte. | Орегон, Вашингтон 45°38′ пн. ш. 118°11′ зх. д. / 45.633° пн. ш. 118.183° зх. д.                    | 1908, 1 липня      | 5689,5 км²  | Розташований у Блакитних горах на північному сході Орегону. Містить три зони дикої природи, що займають понад 20 % лісу. Через ліс пролягають понад 1151 км стежок та 3200 км доріг. Тут живе одне з найбільших стад вапіті серед усіх національних лісів. |
| Уошито англ. Ouachita National Forest                                               | The view across Ouachita National Forest from atop the Standing Stairs Mountains.                                                     | Арканзас, Оклахома 34°38′ пн. ш. 94°04′ зх. д. / 34.633° пн. ш. 94.067° зх. д.                     | 1907, 18 грудня    | 7225,5 км²  | Включає однойменні гори Уошито та майже 320 000 га пралісів. Містить дві зони дикої природи — Блек-Форк-Маунтін і Аппер-Кіамічі-Рівер. |
| Фасгі англ. Pisgah National Forest                                                  | Upper Creek Falls. | Північна Кароліна 35°48′ пн. ш. 82°20′ зх. д. / 35.800° пн. ш. 82.333° зх. д.                      | 1916, 17 жовтня    | 2061,0 км²  | Містить три зони дикої природи: Лінвіль-Гордж, Мідл-Пронг та Шайнінг-Рокс, а також 18 900 га пралісів, зокрема 4000 га в Лінвільській ущелині. Висота лісу сягає понад 1800 м над рівнем моря. |
| Фінгер-Лейкс англ. Finger Lakes National Forest                                     | Overlooking the hills, forest, and surrounding area in Finger Lakes National Forest.                                                  | Нью-Йорк 42°31′ пн. ш. 76°47′ зх. д. / 42.517° пн. ш. 76.783° зх. д.                               | 1983               | 66,2 км²    | Ліс розташований між озерами Сенека та Каюга і є одним із найменших національних лісів США. Через ліс пролягає частина Північної стежки, а також стежка Гордж, яка проходить через невелику ущелину. |
| Фішлейк англ. Fishlake National Forest                                              | Aspens during fall in the mountains of the Richfield Ranger District.                                                                 | Юта 38°42′ пн. ш. 111°57′ зх. д. / 38.700° пн. ш. 111.950° зх. д.                                  | 1899, 10 лютого    | 5880,0 км²  | Ліс розташований на півдні центральної частини штату Юта і названий на честь озера Фіш, найбільшого природного гірського озера штату. Найвищою вершиною лісу є гора Делано-Пік заввишки 3711 м, розташована в горах Тушар. Ліс є домом для Пандо, клональної колонії американської осики, яка вважається найбільшим та найщільнішим організмом, який коли-небудь був знайдений. |
| Флатхед англ. Flathead National Forest                                              | Big Salmon Lake and the Bob Marshall Wilderness.                                                                                      | Монтана 48°01′ пн. ш. 113°48′ зх. д. / 48.017° пн. ш. 113.800° зх. д.                              | 1897, 22 лютого    | 9767,4 км²  | Ліс межує зі всесвітньо відомим Національним парком Глейшер. Він є домом для ведмедів гризлі, великоголових палій та канадських рисей. Він включає чотири зони дикої природи, зокрема зони Боб-Маршалл та Грейт-Бір. |
| Фремонт-Вінема англ. Fremont–Winema National Forest                                 | View from Drake Peak lookout | Орегон 42°34′ пн. ш. 120°52′ зх. д. / 42.567° пн. ш. 120.867° зх. д.                               | 1906, 17 вересня   | 9120,8 км²  | Національний ліс Фремонт-Вінема межує з Національним парком Кратерного озера та включає гори Ворнер і напівпустельні області Орегонської глибинки. В центрі лісу розташована зона дикої природи Гірхарт. |
| Френсіс-Меріон англ. Francis Marion National Forest                                 | A trail through pine forest. | Південна Кароліна 33°10′ пн. ш. 79°42′ зх. д. / 33.167° пн. ш. 79.700° зх. д.                      | 1936, 10 липня     | 1046,8 км²  | Через ліс протікає безліч струмків загальною довжиною 240 км. Тут водяться різноманітні дикі тварини, зокрема рідкісні флоридські дятли, які перебувають під загрозою зникнення. Ліс включає чотири зони дикої природи. Він управляється спільно з Національним лісом Самтер.                                                                                                   |
| Холлі-Спрінгс англ. Holly Springs National Forest                                   | A cypress swamp in Holly Springs National Forest.                                                                                     | Міссісіпі 34°34′ пн. ш. 89°18′ зх. д. / 34.567° пн. ш. 89.300° зх. д.                              | 1936, 15 червня    | 632,3 км²   | Розташований на півночі центральної частини Міссісіпі. Містить багато невеликих озер, оточених лісами та унікальні заболочені ліси. Зони відпочинку Чевалла та Пускус оточують однойменні озера. |
| Хомочітто англ. Homochitto National Forest                                          | A sign for Homochitto National Forest.                                                                                                | Міссісіпі 31°26′ пн. ш. 90°56′ зх. д. / 31.433° пн. ш. 90.933° зх. д.                              | 1936, 20 липня     | 778,0 км²   | Розташований на півдні Міссісіпі. Названий на честь річки Хомочітто, назва якої означає «Велика Червона річка». Більшу частину національного лісу займають вкриті густим лісом пагорби. На озері Пайпс, у Кліар-Спрінгс і на горі Небо є заклади для відпочинку. |
| Хузьєр англ. Hoosier National Forest                                                | A hazy fall day over the hills in Hoosier National Forest.                                                                            | Індіана 38°31′ пн. ш. 86°31′ зх. д. / 38.517° пн. ш. 86.517° зх. д.                                | 1961, 1 жовтня     | 824,0 км²   | Містить зону дикої природи Чарльз-Дім, єдину природну зону Індіани, а також Пам'ятний ліс матерів піонерів, що включає 36 га старовікових лісів. |
| Чаттахучі-Оконі англ. Chattahoochee–Oconee National Forest                          | A photo of a waterfall along the Raven Cliffs Trail                                                                                   | Джорджія 34°45′ пн. ш. 84°07′ зх. д. / 34.750° пн. ш. 84.117° зх. д.                               | 1936, 9 липня      | 3507,7 км²  | Ліс містить більше 690 км стежок та є кінцевою південною точкою Аппалачської стежки. Тут розташована найвища вершина Джорджії — гора Брасстаун-Болд заввишки 1458 м. Під час Громадянської війни тут відбулися кілька битв. |
| Чеквамегон-Ніколет англ. Chequamegon–Nicolet National Forest                        | A photo of a lake and coniferous forests.                                                                                             | Вісконсин 46°02′ пн. ш. 90°48′ зх. д. / 46.033° пн. ш. 90.800° зх. д.                              | 1933, 2 березня    | 6166,2 км²  | Національний ліс містить 2020 озер, 440 джерел і ставків та 140 000 га водно-болотних угідь. Також тут розташовані п'ять зон дикої природи. Через ліс проходить 793 км пішохідних стежок, 470 км пішохідно-автомобільних стежок та 14 000 км доріг. |
| Черокі англ. Cherokee National Forest                                               | South Fork of Citico Creek in the Citico Creek Wilderness.                                                                            | Теннессі, Північна Кароліна 35°52′ пн. ш. 83°03′ зх. д. / 35.867° пн. ш. 83.050° зх. д.            | 1920, 14 червня    | 2656,3 км²  | Національний ліс Черокі містить одинадцять зон дикої природи, три великі озера та понад 970 км стежок, включно з 240 км Аппалачської стежки в горах Грейт-Смокі. У лісі зустрічається 43 види ссавців, 154 види риб, 55 видів земноводних та 262 види птахів. |
| Чіппева англ. Chippewa National Forest                                              | A trail | Міннесота 47°24′ пн. ш. 94°08′ зх. д. / 47.400° пн. ш. 94.133° зх. д.                              | 1908, 23 травня    | 2719,3 км²  | Національний ліс містить 1300 озер і ставків, 1489 км річок та 180 000 га водно-болотних угідь, завдяки чому тут є багато можливостей для катання на човнах і риболовлі. Тут гніздяться понад 180 пар білоголових орланів, зустрічаються канадські рисі та канадські журавлі.                                                                                                   |
| Чугач англ. Chugach National Forest                                                 | Lost Lake and mountains. | Аляска 60°28′ пн. ш. 149°07′ зх. д. / 60.467° пн. ш. 149.117° зх. д.                               | 1907, 23 липня     | 21930,3 км² | Це третій за величиною національний ліс США, який охоплює три унікальні ландшафти: дельту Мідної річки, схід Кенайського півострова і затоку Принца Вільгельма. У багатьох річках водяться лососі і форелі. Більше половини національного лісу займає тундра та льодовики |
| Шаста-Триніті англ. Shasta–Trinity National Forest                                  | The Trinity Alps near Granite Lake.                                                                                                   | Каліфорнія 41°08′ пн. ш. 122°12′ зх. д. / 41.133° пн. ш. 122.200° зх. д.                           | 1905, 26 квітня    | 9021,6 км²  | У лісі є 10103 км струмків, 740 км стежок та п'ять зон дикої природи. Висота в лісі коливається від 300 м над рівнем моря до 4322 м над рівнем моря на вершині гори Шаста. |
| Шауні англ. Shawnee National Forest                                                 | The Garden of the Gods at sunset. | Іллінойс 37°30′ пн. ш. 88°48′ зх. д. / 37.500° пн. ш. 88.800° зх. д.                               | 1939, 6 вересня    | 1106,7 км²  | Єдиний національний ліс в штаті Іллінойс. Розташований у південній частині штату, містить сім зон дикої природи, зокрема зону Сад Богів.Через ліс проходить багато пішохідних стежок, зокрема стежка від річки до річки довжиною 260 км. |
| Шошоні англ. Shoshone National Forest                                               | Pingora Peak and Lonesome Lake. | Вайомінг 44°02′ пн. ш. 109°32′ зх. д. / 44.033° пн. ш. 109.533° зх. д.                             | 1891, 30 травня    | 9870,7 км²  | Є частиною екосистеми Великого Єллоустоуну. Включає частини гірських хребтів Абсарока, Бертуз і Вінд-Рівер. П'ять зон дикої природи займають 56 % лісу. Найвищою вершиною лісу є гора Ганнет-Пік заввишки 4207 м, яка також є найвищою вершиною Вайомінгу. |
| Юїнта-Восатч-Кеш англ. Uinta–Wasatch–Cache National Forest                          | Aspens below mountains in fall. | Юта, Вайомінг, Айдахо 41°15′ пн. ш. 111°26′ зх. д. / 41.250° пн. ш. 111.433° зх. д.                | 1897, 22 лютого    | 10086,4 км² | Складається з національних лісів Юїнта та Восатч-Кеш, об'єднаних у 2007 році. Розташований в горах Восатч та Юїнта. Містить дев'ять зон дикої природи. На краю Фронту Восатч знаходяться гори Небо і Тімпаногос:302–309. |
| Юуаррі англ. Uwharrie National Forest                                               | A pond in Uwharrie National Forest.                                                                                                   | Північна Кароліна 35°24′ пн. ш. 79°56′ зх. д. / 35.400° пн. ш. 79.933° зх. д.                      | 1961, 12 січня     | 207,3 км²   | Межує з мальовничим озером Бедін. Містить одну зону дикої природи: зону Беркхед-Маунтінс. Управляється разом з іншими національними лісами Північної Кароліни. |